# Palacete Baruel
O Palacete Baruel é um castelo que foi edifício-sede da Chácara Baruel. Localizado no bairro e distrito de Santana, na cidade de São Paulo, a mansão atualmente é uma clínica de Fisioterapia.  É conhecido também como "Castelinho". O edifício foi tombado em março de 2018 pelo Conselho Municipal de Preservação do Patrimônio Histórico, Cultural e Ambiental da Cidade de São Paulo (Conpresp).
A mansão foi citada na obra "Anarquistas, Graças a Deus" da escritora paulista Zélia Gattai.

## História

Detalhes do castelo.

No ano de 1852 o alferes de milícias Francisco Antônio Baruel, representante de uma das primeiras famílias da zona norte adquiriu terras em Santana, o proprietário era agricultor, criador de animais, fabricante de farinha e de telhas. As telhas fabricadas por ele eram transportadas por canoas através rio Tietê até a Ladeira Porto Geral, onde existia um córrego. Possuía a área de um alqueire, ou seja, 24.250 m². Após a morte do Senhor Baruel a propriedade foi desmembrada e vendida em lotes. Também fazia parte da chácara a casa de Dona Maria, filha do Senhor Baruel, onde hoje situa-se a Biblioteca Narbal Fontes.
Por volta de 1879 o castelo foi edificado, sendo assim a sede da chácara. Construído em estilo normando é considerado um patrimônio histórico, pois guarda resquícios da época e do bairro. Nunca foi habitado.
Os Baruel eram uma tradicional e influente família santanense, tanto que ajudaram na construção da Capela de Santa Cruz no Alto de Santana. Tempos depois este palacete serviu de dispensário de crianças e orfanato dirigidos por Pérola Byington, filantropa e ativista social brasileira.

## Galeria

2024 - Palacete nos dias atuais
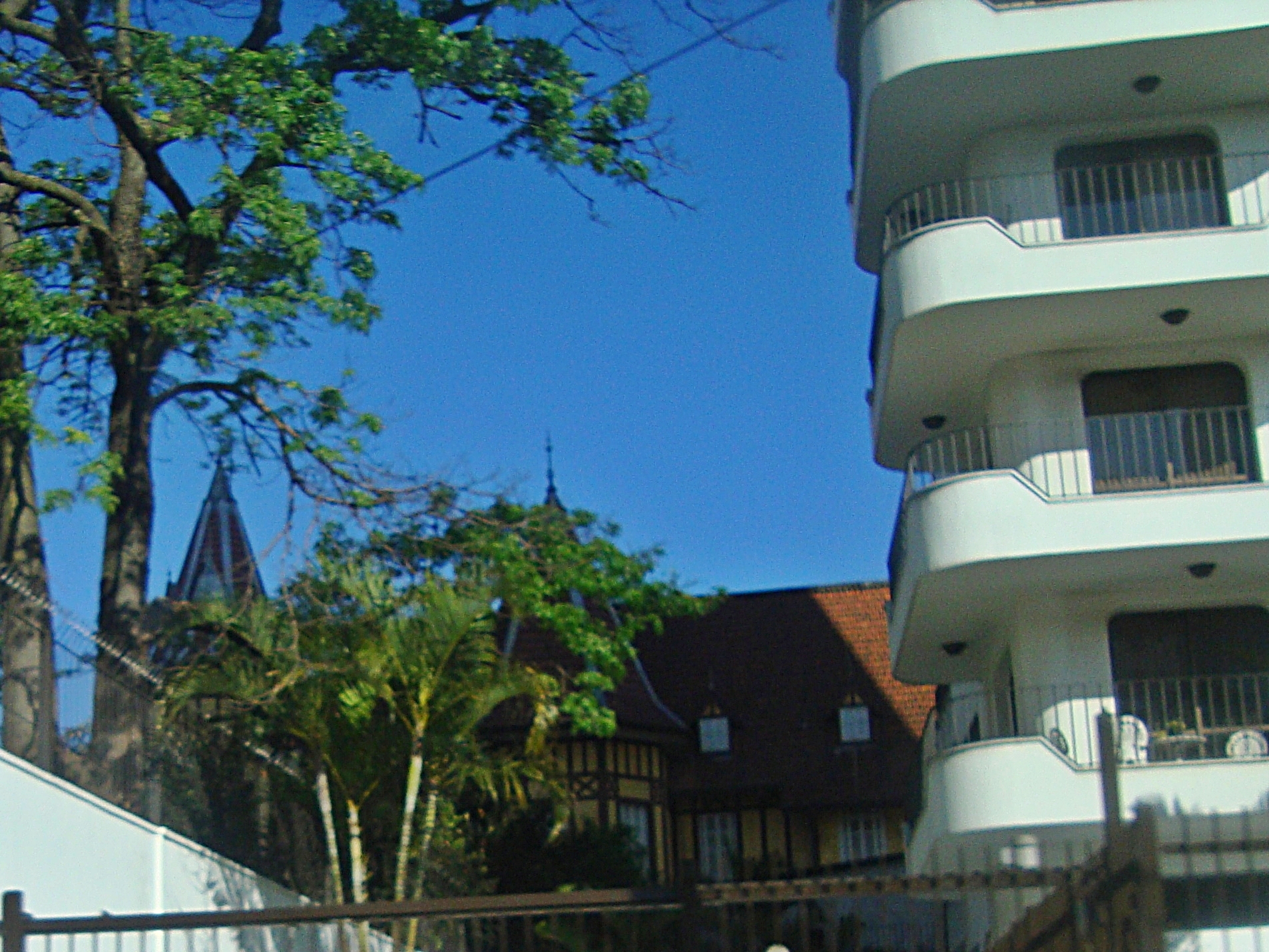
2009 - Palacete e edifícios residenciais
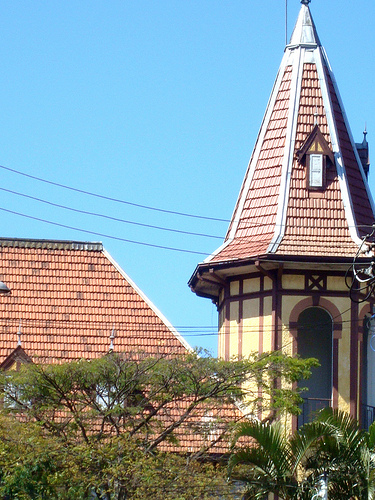
2009 - Torre do castelo
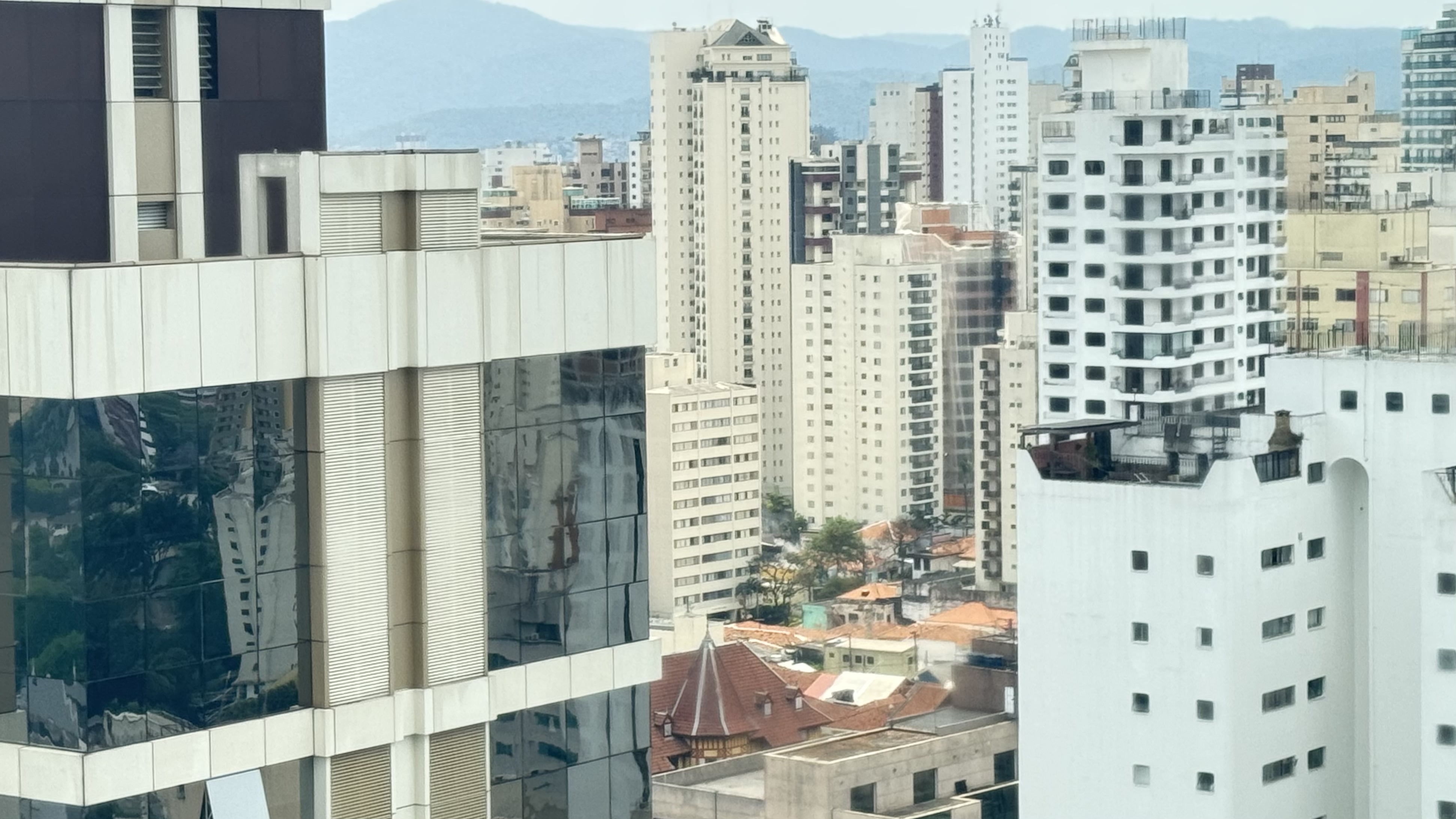
2024 - Palacete escondido em meio aos edifícios do Alto de Santana
1950 - Palacete antes da verticalização do Alto de Santana
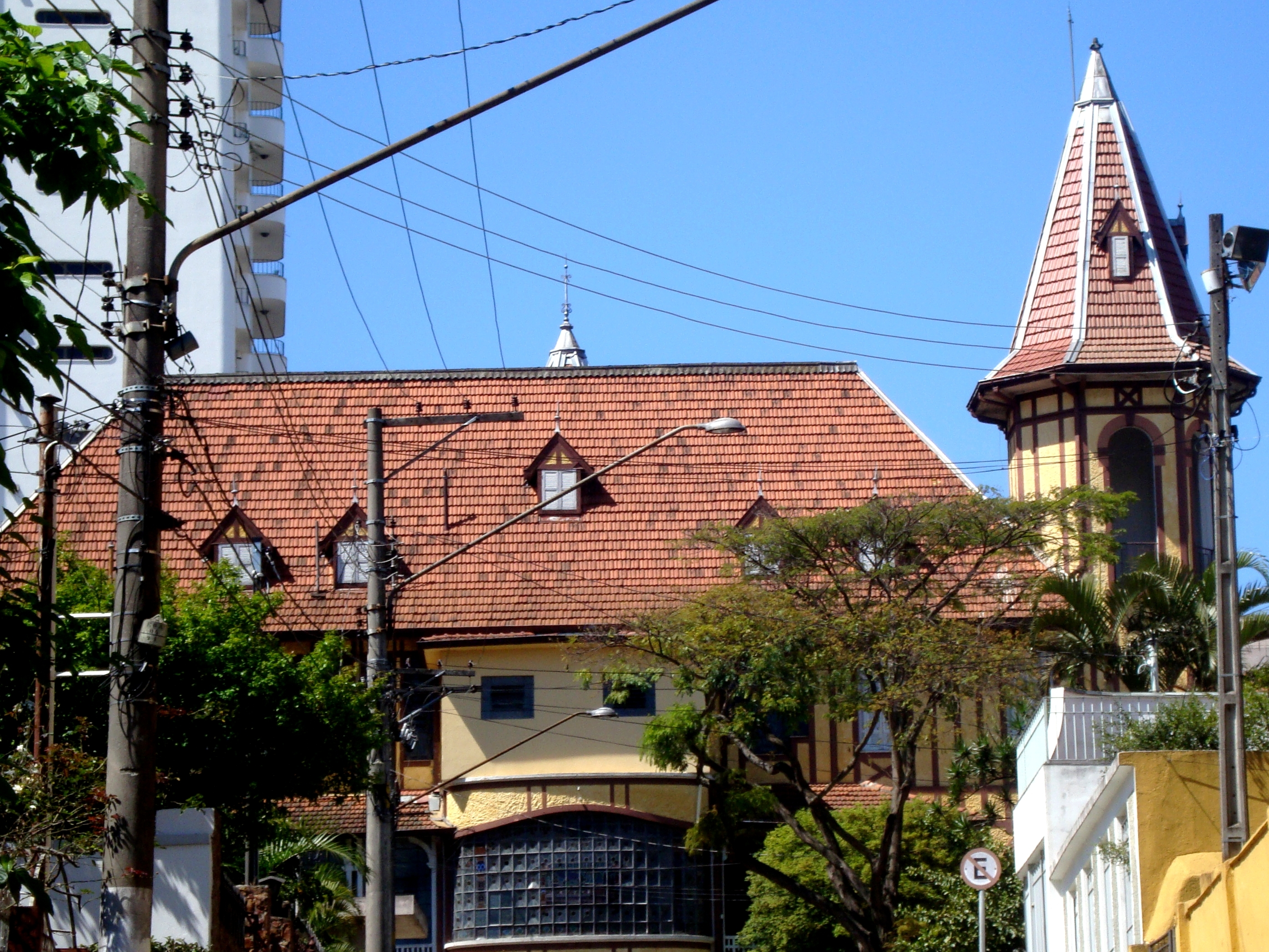
2009 - Fundos do palacete e vitral (R. Estefânia Mendes Pereira)